# Невироджена матриця
Неви́роджена ма́триця (неособли́ва, несингуля́рна, інверто́вана) — квадратна матриця, визначник якої не дорівнює нулю:
{\displaystyle \ \det(A)\neq 0.}

## Властивості
- Рядки і стовпці невиродженої матриці лінійно незалежні.
- Ранг матриці дорівнює розмірності матриці.
- У невиродженої матриці є обернена матриця. Це еквівалентно тому, що лінійний оператор, який задається матрицею А є бієкцією векторного простору.
- Якщо матриця {\displaystyle \ A} — невироджена, то система рівнянь {\displaystyle \ Ax=0} має тільки нульовий розв'язок.
- Матриця є невиродженою тоді і тільки тоді якщо всі її власні значення є ненульовими.

## Приклад
- Одинична матриця є невиродженою.
- Матриця повороту є невиродженою.

## Методи обернення матриці

### Обернення блоками
Також матриці можна обернути блоками через використання такої формули:
| {\displaystyle {\begin{bmatrix}\mathbf {A} &\mathbf {B} \\\mathbf {C} &\mathbf {D} \end{bmatrix}}^{-1}={\begin{bmatrix}\mathbf {A} ^{-1}+\mathbf {A} ^{-1}\mathbf {B} (\mathbf {D} -\mathbf {CA} ^{-1}\mathbf {B} )^{-1}\mathbf {CA} ^{-1}&-\mathbf {A} ^{-1}\mathbf {B} (\mathbf {D} -\mathbf {CA} ^{-1}\mathbf {B} )^{-1}\\-(\mathbf {D} -\mathbf {CA} ^{-1}\mathbf {B} )^{-1}\mathbf {CA} ^{-1}&(\mathbf {D} -\mathbf {CA} ^{-1}\mathbf {B} )^{-1}\end{bmatrix}}} | {\displaystyle (1)\,} |

де A, B, C і D це блоки матриці довільного розміру. (A і D повинні бути квадратними, щоб їх можна було обернути. Більше того, A і D−CA−1B повинна бути невиродженою.) Цей підхід особливо вигідний якщо A є діагональною і D−CA−1B (доповнення Щура щодо A) це маленька матриця, оскільки лише ці дві матриці потребують обернення.
Теорема виродженості говорить про те, що виродженість A дорівнює виродженості підблока в нижньому правому куті оберненої матриці, і що виродженість B дорівнює виродженості підблока в горішньому правому куті оберненої матриці.
Процедура обернення, що призвела до рівняння (1) виконувала блокові матричні операції, які спочатку працювали на C і D . Натомість, якщо почати з A і B, і за умови несингулярності D і A−BD−1C
, результатом є
| {\displaystyle {\begin{bmatrix}\mathbf {A} &\mathbf {B} \\\mathbf {C} &\mathbf {D} \end{bmatrix}}^{-1}={\begin{bmatrix}(\mathbf {A} -\mathbf {BD} ^{-1}\mathbf {C} )^{-1}&-(\mathbf {A} -\mathbf {BD} ^{-1}\mathbf {C} )^{-1}\mathbf {BD} ^{-1}\\-\mathbf {D} ^{-1}\mathbf {C} (\mathbf {A} -\mathbf {BD} ^{-1}\mathbf {C} )^{-1}&\quad \mathbf {D} ^{-1}+\mathbf {D} ^{-1}\mathbf {C} (\mathbf {A} -\mathbf {BD} ^{-1}\mathbf {C} )^{-1}\mathbf {BD} ^{-1}\end{bmatrix}}.} | {\displaystyle (2)\,} |

Прирівнявши (1) і (2) отримуємо
| {\displaystyle (\mathbf {A} -\mathbf {BD} ^{-1}\mathbf {C} )^{-1}=\mathbf {A} ^{-1}+\mathbf {A} ^{-1}\mathbf {B} (\mathbf {D} -\mathbf {CA} ^{-1}\mathbf {B} )^{-1}\mathbf {CA} ^{-1}\,} | {\displaystyle (3)\,} |

{\displaystyle (\mathbf {A} -\mathbf {BD} ^{-1}\mathbf {C} )^{-1}\mathbf {BD} ^{-1}=\mathbf {A} ^{-1}\mathbf {B} (\mathbf {D} -\mathbf {CA} ^{-1}\mathbf {B} )^{-1}\,}
{\displaystyle \mathbf {D} ^{-1}\mathbf {C} (\mathbf {A} -\mathbf {BD} ^{-1}\mathbf {C} )^{-1}=(\mathbf {D} -\mathbf {CA} ^{-1}\mathbf {B} )^{-1}\mathbf {CA} ^{-1}\,}
{\displaystyle \mathbf {D} ^{-1}+\mathbf {D} ^{-1}\mathbf {C} (\mathbf {A} -\mathbf {BD} ^{-1}\mathbf {C} )^{-1}\mathbf {BD} ^{-1}=(\mathbf {D} -\mathbf {CA} ^{-1}\mathbf {B} )^{-1}\,}
де рівняння (3) є лемою обернення матриці.
Оскільки поблокове обернення {\displaystyle n\times n} матриці потребує обернення двох матриць половинного розміру і 6 множень між матрицями половинного розміру, можна показати, що алгоритм розділяй та володарюй, який використовує поблокове обернення для обернення матриці виконується з такою ж часовою складністю, що й алгоритм множення матриць.